# Sphaeromopsis sarii
Sphaeromopsis sarii är en kräftdjursart som beskrevs av Khalaji-Pirbalouty och Johann-Wolfgang Wägele 2009. Sphaeromopsis sarii ingår i släktet Sphaeromopsis och familjen klotkräftor. Inga underarter finns listade i Catalogue of Life.